# Виларрубла, Висенс
Висенс Виларрубла (исп. Vicenç Vilarrubla; род. 31 января 1981, Ла-Сеу-д'Уржель) — испанский лыжник, участник двух Олимпийских игр. Специалист дистанционных гонок.
В Кубке мира Виларрубла дебютировал в 2001 году, в декабре 2003 года впервые попал в тридцатку лучших на этапе Кубка мира, в командном спринте. Всего на сегодняшний день имеет на своём счету 5 попаданий в тридцатку лучших на этапах Кубка мира, 2 в личных и 3 в командных гонках. Лучшим достижением Виларрублы в общем итоговом зачёте Кубка мира является 127-е место в сезоне 2006-07.
На Олимпиаде-2006 в Турине стал 31-м в дуатлоне 15+15 км, 65-м в гонке на 15 км классикой и 42-м в масс-старте на 50 км.
На Олимпиаде-2010 в Ванкувере стартовал в трёх гонках: 15 км коньком — 53-е место, дуатлон 15+15 км — 31-е место, масс-старт 50 км — 40-е место.
За свою карьеру принимал участие в пяти чемпионатах мира, лучший результат — 27-е место в гонке на 15 км коньком на чемпионате-2005, в немецком Оберстдорфе.
Использует лыжи производства фирмы «Fischer», ботинки и крепления «Salomon».